# أبو يحيي محمد بن صمادح التجيبي
أبو يحيي محمد ابن صمادح إمام وعالم ومفسر أندلسي من قبيلة تجيب توفي عام 419 هجري

## حياته

### نسبه
أبو يحيي محمد بن أحمد بن عبد الرحمن بن محمد بن عبد الرحمن بن صمادح التجيبي من أهل سرقسطة، وهو من قبيلة تجيب العربية الذين دخلوا إلى الأندلس بعد ما أسلموا في عهد النبي صلى الله عليه وسلم.

## تآليفه
ومن نبوغ عبقريته، ما خطته يمينه من تآليف حسنة مستحسنة، في شتى ضروب العلم، تكشف قوة عارضته في الحبك نثرا ونظما، ومن تلك التآليف وأعظمها:
- مختصر من تفسير الطبري،[1][2] [3]وهو بقية صالحة مما تركه أهل الأندلس في تفسير القرآن، والكتب نشر سنة (1390هت/1970م) في سلسلة تراثنا التي تصدرها الهيئة المصرية العامة للتأليف والنشر بتحقيق وتعليق محمد حسن أبو الحزم في جزئين. والمصورة عن مخطوطة المتوكلية بصنعاء اليمن واختلف كثيراً في عنوان هذا الكتاب إلا أنّ الراجح عند المحققين أنّه مختصر في غريب القرآن كما صرح ابن الأبار

| أبو يحيي محمد بن صمادح التجيبي | وله اختِصار في غرِيب القرْآن استخرجه من تفسير الطَّبَريّ ورواهُ عنهُ ابنه أبُو الْأحوَص معنُ بن مُحَمَّد أمِير المرية ذكر ذَلك ابْن عُبَيْد الله | أبو يحيي محمد بن صمادح التجيبي |

وقد اشتهرت كذلك وصيته لابنيه معن وصمادح بأسلوبها البارع، ومحتوياتها الجامعة لمعظم آداب الدنيا والدين، ودلالتها على وفور علمه، وجلالة معارفه.

## أقوال الشيوخ فيه
- قال الذهبي: | أبو يحيي محمد بن صمادح التجيبي | وله مختصر في غريب القرآن يدّل عَلَى فضله ومعرفته | أبو يحيي محمد بن صمادح التجيبي |
- قال ابن الأبار:| أبو يحيي محمد بن صمادح التجيبي | ووقفت على وصيته لمعن هذا منقولة من خط أبي بكر بن زهير وحكى ابن حيان أنه هلك عطبا في البحر الرومي وكان قد ركبه من دانية يبغي الحج في مركب تأنق في صنعته واستجاد آلته وعدته وتخير أعدل الأزمنة ومعه خلق كثير تشاحوا في صحبته فعطب جميعهم سوى نفر منهم وتخلصوا للإخبار عنهم ومضى هو لم يغن عنه حزمه ولا قوته فكان اليم أقصى أثره وذلك في سنة تسعة عشر وأربع مائة زاد ابن زهر في جمادى الأولى بين يابسة والأندلس. | أبو يحيي محمد بن صمادح التجيبي |

## وفاته
- مات غريقا في اليم سنة 419هـ .

## أنظر أيضا
- القرطبي

## وصلة خارجية
- ابن صمادح التجيبي